# Puccinia lapsanae
Puccinia lapsanae är en svampart som beskrevs av Fuckel 1860. Puccinia lapsanae ingår i släktet Puccinia och familjen Pucciniaceae.   Inga underarter finns listade i Catalogue of Life.